# Olin Hacker
Olin Hacker (21 maggio 1997) è un mezzofondista statunitense.

## Palmarès
| Anno | Manifestazione           | Sede      | Evento       | Risultato | Prestazione | Note                                     |
| ---- | ------------------------ | --------- | ------------ | --------- | ----------- | ---------------------------------------- |
| 2016 | Mondiali U20             | Bydgoszcz | 5000 m piani | 19º       | 14'23"33    |                                          |
| 2023 | Mondiali corsa su strada | Riga      | 5 km         | 14º       | 13'36"      |                                          |
| 2024 | Mondiali indoor          | Glasgow   | 3000 m piani | 5º        | 7'45"40     | Miglior prestazione personale stagionale |

## Campionati nazionali
2016
- Bronzo ai campionati statunitensi juniores, 5000 m piani - 15'29"05

2023
- 7º ai campionati statunitensi, 5000 m piani - 13'28"16
- Bronzo ai campionati statunitensi indoor, 3000 m piani - 8'14"33

2024
- 10º ai campionati statunitensi, 5000 m piani - 13'32"10
- Argento ai campionati statunitensi indoor, 3000 m piani - 7'56"22

2025
- 10º ai campionati statunitensi indoor, 3000 m piani - 7'44"33
- Oro ai campionati statunitensi di 5 km su strada - 13'32"